# Álcool vínico
A fortificação do vinho da madeira só pode ser efectuado pela adição de álcool vínico com um mínimo de 96% em volume.
Isto significa que outros álcoois com origem na cana sacarina, beterraba ou outros não são autorizados. Também a aguardente vínica (em geral com uma graduação alcoólica de 77 a 85), não é autorizada. O álcool vínico, por ser mais neutro é o recomendável e o único que está autorizado.
O álcool vinico, é usado na fabricação de alguns perfumes pelo mundo por ter em sua estrutura molecular a neutralidade que outros alcoóis não possuem, no Brasil um desses perfumes é o Malbec que o usa em sua formula, consistindo em deixá-lo envelhecendo em barris de carvalho (maceração), muito usado na França, para adquirir a consistência de um cheiro amadeirado além do acréscimo de notas de ameixa, o que o deixa com um toque amadeirado marcante e ao mesmo tempo frutal.  